# Kornett (Offizier)

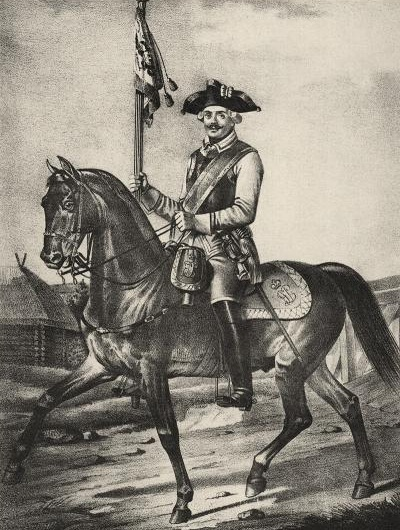
Kornett eines Kürassierregiments der Russisch Kaiserlichen Armee (um 1756 bis 1762)

Der Kornett (frühere deutsche Schreibweise Cornet, von lateinisch cornu, „Horn, Gehörn, Heeresflügel, Heeresabteilung“) war im 17. und 18. Jahrhundert der rangjüngste Offizier der Kavallerie. Während der Schlacht und zur Parade führte er die entrollte Cornette, d. h. die Standarte der Eskadron. Ihm als Gehilfen beigeordnet waren der Standartenjunker (Offizieranwärter) und der (Standarten-)Führer (Unteroffizier, zwischen Wachtmeister und Korporal rangierend); beide trugen die eingerollte Standarte, u. a. während längerer Märsche.
Dem Kornett gleichrangig waren in Deutschland, Österreich und in vielen anderen Ländern der Fähnrich (Infanterie, Dragoner) sowie bei der Artillerie der Unterleutnant, mitunter auch der Stückjunker (letzterer nur, sofern er nicht bloß als Offizieranwärter etaisiert war).
In Deutschland und Österreich wurde der Dienstgrad zu Beginn des 19. Jahrhunderts vielerorts nach französischem Vorbild umbenannt in Unterleutnant oder Sekondeleutnant.

## Kornett in anderen Streitkräften
Im Königreich Frankreich war Cornet der niederste Offiziersrang der leichten Kavallerie, der Dragoner, Husaren und Jäger zu Pferd. Dort rangierte er unmittelbar unter dem Lieutenant bzw. Sous-Lieutenant. Der Cornet entsprach in der Funktion dem Guidon, dem niedersten Offizier der schweren Kavallerie, rangierte aber hinter ihm.
In England war der Cornet seit dem englischen Bürgerkrieg (1642–1649) bis 1871 der rangjüngste Offizier in der gesamten Kavallerie, mit Ausnahme der Horse Grenadier Guards (Grenadiergarde zu Pferd; dort rangierte der Guidon zwischen Lieutenant und Sub-Lieutenant). Bei den Horse Guards (Garde zu Pferd) waren Cornet und Guidon gemeinsam etaisiert, wobei der Cornet dem Guidon vorgesetzt war (in Umkehrung des französischen Brauchs!). Der Kornett führte bei der schweren Kavallerie (Horse) die Standarte (ursprünglich ein zur Cornet gekürztes Pennon, später von rechteckiger Form), bei der leichten Kavallerie (Dragoner etc.) hingegen das an seinem freien Ende schwalbenschwanzartig geschlitzte Guidon.
Der Rang wurde 1871 in den britischen Streitkräften abgeschafft und durch den Sub-Lieutenant und schließlich 1877 durch den Second Lieutenant ersetzt. Er rangiert mit dem Leutnant (OF-1). Lediglich als Funktionsbezeichnung des Fahnenträgers, nicht als Dienstgrad, wird die Bezeichnung Cornet noch heute bei einigen Regimentern verwendet.
Auch in den schwedischen, den zaristisch-russischen Streitkräften und der amerikanischen Kontinentalarmee wurde die Bezeichnung benutzt.
Im Österreichischen Bundesheer der II. Republik führte an der Theresianischen Militärakademie der zweite Jahrgang eine Zeit lang den Dienstgrad Kornett (erster Jahrgang: Kadett, dritter Jahrgang: Fähnrich). Vor und nach dieser Zeit führten und führen alle drei Jahrgänge den Dienstgrad Fähnrich.